# Katharine Ross
Katharine Juliet Ross (Walnut Creek, 29 de janeiro de 1940) é uma atriz e escritora norte-americana.
Sua carreira artística iniciou na década de 1960 em filmes como Shenandoah', The Singing Nun, Butch Cassidy and the Sundance Kid ou The Graduate. Em sua atuação na comédia romântica The Graduate, foi agraciada com o Globo de Ouro de 1968 como melhor atriz estreante e o BAFTA de 1969 na mesma categoria, além da indicação ao Óscar (1968) de Melhor Atriz Coadjuvante.
Ganhadora de prêmios por excelentes papéis na década de 1970, nos anos seguintes trabalhou no cinema e em séries para a televisão e a partir de 1984 tornou-se escritora de livros infantis.
É casada com o ator Sam Elliott desde 1984, com quem tem uma filha, Cleo Rose Elliott.

## Filmografia (parcial)
- Don't Let Go (2002)
- Donnie Darko (2001)...Lilian Thurman
- Home Before Dark (1997)...Rose
- A Climate for Killing (1991)...Grace
- Conagher (1991)....Evie Teale (para TV)
- Red Headed Stranger (1986)...Laurie
- Wrong Is Right (1982)...Sally Blake
- Voyage of the Damned (1976) ...Mira Hauser
- The Stepford Wives (1975)...Joanna
- Butch Cassidy and the Sundance Kid (1969)...Etta Place
- Hellfighters (1968)...Tish Buckman
- The Graduate (1967)...Elaine Robinson
- Mister Buddwing (1966)...Janet
- Shenandoah (1965)...Ann Anderson